# ジメドン
ジメドン (Dimedone) は環状ジケトンに分類される有機化合物の一つである。有機化学において、化合物がホルミル基を含むかどうか決定するために用いられる。その他の用途には、比色分析、結晶、発光、分光分析等がある。また、低電気抵抗の有機化合物にも用いられる。また、一般にシクロヘキサンジオンは、遷移金属錯体形成の触媒として用いることができる。

## 合成
メシチルオキシドとマロン酸ジエチルから合成される。

## 反応
アルデヒドとの反応はカルボニル基に挟まれたメチレン位で起こり、2分子のジメドンと1分子のアルデヒドが脱水縮合する。これによって生成する物質は、水に不溶な結晶性固体であり、容易に分離することができる。この物質は対象のアルデヒドによって固有の融点を持ち、低分子のアルデヒドであればこれによって識別することもできる（ホルムアルデヒドで189℃、アセトアルデヒドで139℃）。この反応はケトンなどの他の官能基とは起こらない。また、非常に感度の良い反応で、4ppmのアルデヒドでも検出することができる。さらに、対象のアルデヒドが水に不溶な場合は、アルコールを溶媒として使うこともできる。

## 物理的性質
環境中で安定であり、水、エタノール、メタノールに溶ける。

## 互変異性

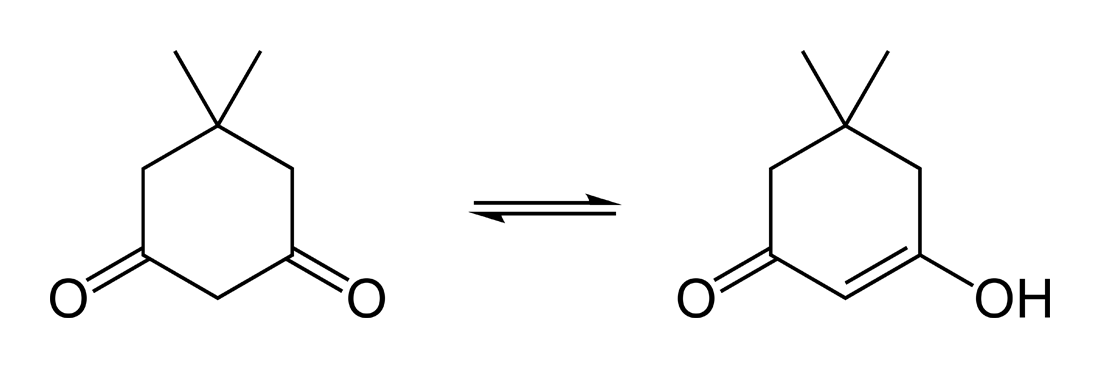
互変異性。左がケト型、右がエノール型。

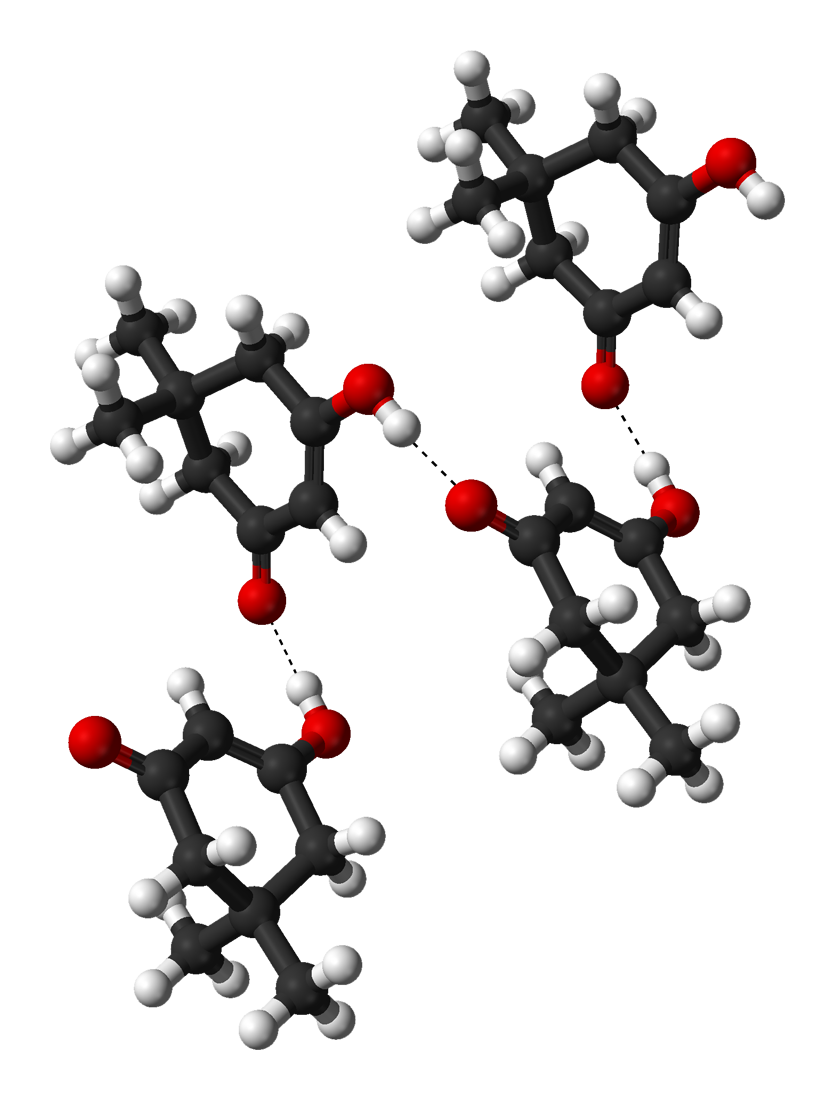
ジメドン結晶のモデル。点線が水素結合。

溶液中で互変異性体の平衡状態にあり、クロロホルム中で、ケト型:エノール型=2:1である。
結晶中ではエノール型で、分子は水素結合でつながっている。